# Romano Taccola
Romano Taccola (Livorno, 5 marzo 1935 – Livorno, 6 settembre 2021) è stato un calciatore italiano, di ruolo attaccante.
Ha indossato le maglie di Livorno, Fiorentina, Brescia, Triestina, SPAL, Prato, Mantova e Monza.

## Carriera
Cresciuto calcisticamente nella squadra labronica , alla cui promozione in Serie B contribuisce nella stagione 1954-55, raggiunge il culmine della carriera nella Fiorentina, con cui esordisce in Serie A il 18 novembre 1956 contro la Roma. A Firenze colleziona in due stagioni 8 presenze e 2 gol in campionato, 3 presenze e 2 gol in Coppa dei Campioni, una presenza in Coppa Italia. Ha segnato una doppietta al Grasshoppers il 3 febbraio 1957, nella partita di andata dei quarti di finale della seconda edizione della Coppa dei Campioni. La partita finisce 3-1 per la compagine viola, arrivata in seguito alla finalissima con il Real Madrid, vincitore finale. Con la squadra gigliata vince la Coppa Grasshoppers 1957 e perse una finale di Coppa Italia nel 1958.

Taccola (in ginocchio, primo da sinistra) nella SPAL del 1960-61

La stagione 1958-59 la disputa a Brescia, segnando 9 reti in 19 partite disputate. Nel 1959-60 nelle file della Triestina segna 4 reti nel corso della prima edizione della Coppa delle Alpi, vinta dall'Italia. Gioca 29 gare e segna 12 reti in campionato.
L'anno successivo passa alla SPAL di Paolo Mazza e successivamente, dopo un campionato, viene ceduto in Serie B al Prato, in cambio del riscatto del capocannoniere di Serie C Silvano Mencacci.
Nel primo anno a Prato Taccola gioca con continuità segnando 5 gol; gli azzurri retrocedono in Serie C. L'anno dopo Taccola segna 10 reti e assume il ruolo di capitano; il Prato torna in Serie B con Natale Faccenda allenatore. Nella serie cadetta il livornese, dopo l'esonero di Faccenda, ritrova il suo ex allenatore alla SPAL Luigi Ferrero e Claudio Azzali, ex compagno sempre a Ferrara. Condotto da Ferrero ed in coppia con Azzali, diventa il capocannoniere nella stagione 1963-1964, totalizzando 19 reti. Torna poi in Serie A nel 1964 con il Mantova, dove gioca le prime 2 partite senza però segnare. Ritorna, pertanto, in Serie B a novembre con il Monza, squadra con la quale, l'anno successivo, chiude con il calcio giocato.

## Palmarès

### Club

#### Competizioni nazionali
- Campionato italiano Serie C: 1

Prato: 1962-1963 (girone B)

#### Competizioni internazionali
- Coppa Grasshoppers: 1

Fiorentina: 1957

### Individuale
- Capocannoniere della Serie B: 1

1963-1964 (19 reti)